# كيمي أديتيبا
كيمي أديتيبا (بالإنجليزية: Kemi Adetiba)‏، هي مُخرجة ومُنتجة أفلام نيجيرية.

## روابط خارجية
كيمي أديتيبا على موقع IMDb (الإنجليزية)
- كيمي أديتيبا على موقع قاعدة بيانات الفيلم (الإنجليزية)